# Exothyridium marginicolle
Exothyridium marginicolle är en skalbaggsart som beskrevs av Ohaus 1905. Exothyridium marginicolle ingår i släktet Exothyridium och familjen Rutelidae. Inga underarter finns listade i Catalogue of Life.